# 中西みち
中西 みち（なかにし みち、1913年1月30日 - 1991年12月30日）は、日本の陸上競技（短距離走・ハードル）選手。1932年ロサンゼルスオリンピック日本代表。
夫は栗原俊夫（衆議院議員、参議院議員）で、結婚後の姓名は栗原 みち。

## 経歴
1913年、京都市生まれ。京都市立二条高等女学校に学ぶ。在学中の1929年、第16回日本陸上競技選手権大会に参加、この大会から採用された女子80mハードル走で優勝。
1930年にチェコスロヴァキアのプラハで開催された第3回国際女子競技大会 (1930 Women's World Games) に選手として参加した（参加選手は6人で、人見絹枝、本城ハツ、中西みち、村岡美枝、渡辺すみ子、浜崎千代。人見以外は学生選手）。

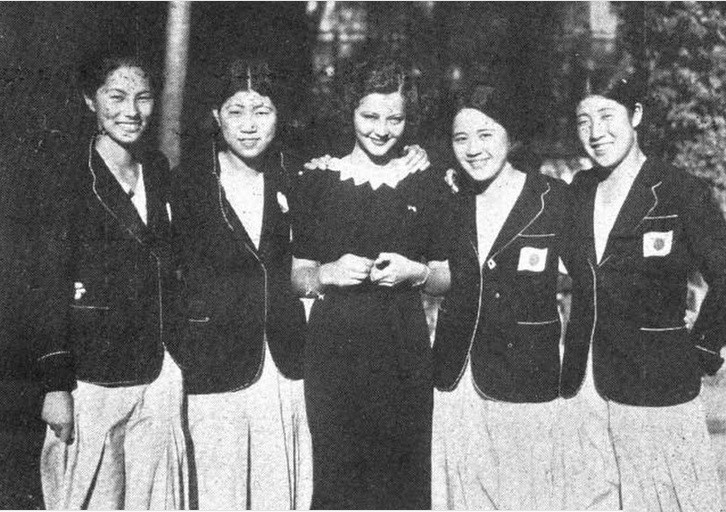
ロス五輪時、日本の400メートルリレー選手がパラマンウト映画を訪問した際の写真。中西みちは左から2番目。中央はシルビア・シドニー。

1931年・1932年にも日本陸上女子80mハードルで2連覇。1932年ロサンゼルスオリンピックに女子80メートルハードル代表選手として出場。結果は予選途中棄権に終わる。一方、メンバーの一人として出場した4x100メートルリレー（土倉麻・中西みち・村岡美枝・渡辺すみ子）では5位に入賞している。 
二条高女を卒業。その後、群馬県出身の栗原俊夫（京都帝国大学卒、第二次世界大戦後に国会議員）と結婚。
1991年、高崎にて死去。

## 備考
- 田中英光の「オリンポスの果実」の登場人物“内田”のモデルの一人とされる。ロス五輪リレーのチームメイトであった土倉麻（田島直人夫人）は、戦後の雑誌の記事で「内田のモデルは私だと、よくいわれますが、80米ハードルの中西さんとのミックスだと思います」と証言している（『サンデー毎日』1979年6月3日号、p136）。同記事には中西のコメントも載っているが、ヒロインである熊本秋子のモデル・相良八重（走高跳選手）についての回想のみで、この件には触れていない。
- 群馬県ゆかりのオリンピアンとして、群馬県総合スポーツセンター（ALSOKぐんま総合スポーツセンター）スポーツ資料館に記念品が展示されている[9]。